# Storena dispar
Storena dispar là một loài nhện trong họ Zodariidae.
Loài này thuộc chi Storena. Storena dispar được Wladislaus Kulczynski miêu tả năm 1911.